# Daniel Wass
Daniel Wass (ur. 31 maja 1989 w Gladsaxe) – duński piłkarz, występujący na pozycji obrońcy lub pomocnika w duńskim klubie Brøndby IF. W latach 2011-2022 reprezentant reprezentacji Danii. Półfinalista Mistrzostw Europy 2020.
W swojej karierze występował m.in. w takich klubach jak: Valencia CF, Celta Vigo, Brøndby IF, Évian czy Atlético Madryt. Został powołany na Mistrzostwa Świata 2022 oraz Mistrzostwa Europy 2012, jednak nie wystąpił w żadnym spotkaniu.

## Kariera klubowa
Wass zawodową karierę rozpoczynał w 2007 roku w klubie Brøndby IF z Superligaen. W tych rozgrywkach zadebiutował 2 grudnia 2007 roku w zremisowanym 1:1 pojedynku z FC København. W 2008 roku zdobył z zespołem Puchar Danii. W lipcu 2009 roku został wypożyczony do norweskiego Fredrikstadu. 21 sierpnia 2009 roku w meczu z Rosenborgiem Trondheim (1:4) zadebiutował w Tippeligaen, a 1 listopada 2009 roku w spotkaniu z Lyn Fotball (5:0) zdobył pierwszą bramkę w Tippeligaen. Po zakończeniu sezonu 2009 ligi norweskiej, wrócił do Brøndby. 26 lipca 2009 roku w przegranym 1:2 pojedynku z Esbjergiem strzelił pierwszego gola w Superligaen.
| Sezon   | Klub           | Kraj       | Rozgrywki        | Mecze | Bramki | Puchary Krajowe         | Mecze | Bramki |
| ------- | -------------- | ---------- | ---------------- | ----- | ------ | ----------------------- | ----- | ------ |
| 2007/08 | Brøndby IF     | Dania      | SAS Ligaen       | 12    | 0      | –                       | –     | –      |
| 2008/09 | Brøndby IF     | Dania      | SAS Ligaen       | 28    | 0      | –                       | –     | –      |
| 2009/10 | Brøndby IF     | Dania      | SAS Ligaen       | 2     | 1      | –                       | –     | –      |
| 2009    | Fredrikstad FK | Norwegia   | Tippeligaen      | 2     | 1      | –                       | –     | –      |
| 2009/10 | Brøndby IF     | Dania      | SAS Ligaen       | 10    | 1      | –                       | –     | –      |
| 2010/11 | Brøndby IF     | Dania      | SAS Ligaen       | 32    | 6      | –                       | –     | –      |
| 2011/12 | SL Benfica     | Portugalia | Liga Sagres      | 0     | 0      | –                       | –     | –      |
| 2011/12 | Evian TG       | Francja    | Ligue 1          | 29    | 4      | –                       | –     | –      |
| 2012/13 | Evian TG       | Francja    | Ligue 1          | 34    | 2      | –                       | –     | –      |
| 2013/14 | Evian TG       | Francja    | Ligue 1          | 38    | 9      | –                       | –     | –      |
| 2014/15 | Evian TG       | Francja    | Ligue 1          | 32    | 8      | Puchar Ligi Francuskiej | 1     | 0      |
| 2015/16 | Celta Vigo     | Hiszpania  | Primera División | 36    | 2      | Puchar Króla            | 7     | 1      |
| 2016/17 | Celta Vigo     | Hiszpania  | Primera División | 30    | 3      | Puchar Króla            | 8     | 2      |
| 2017/18 | Celta Vigo     | Hiszpania  | Primera División | 34    | 4      | Puchar Króla            | 4     | 0      |
| 2018/19 | Valencia CF    | Hiszpania  | Primera División | 32    | 1      | Puchar Króla            | 8     | 0      |

Stan na: 7 czerwca 2019 r.

## Kariera reprezentacyjna
Wass jest byłym reprezentantem Danii U-16, U-17, U-18, U-19, U-20 oraz U-21. W pierwszej reprezentacji Danii zadebiutował 9 lutego 2011 roku w przegranym 1:2 towarzyskim meczu z Anglią.